# Leszek Żegalski
Leszek Żegalski (ur. 12 września 1959 w Cieszynie) znany również jako „Maestro Michelangelo Buonarotti Żegalski” – polski malarz, autor portretów holenderskiej królowej Beatrycze, szwajcarskich bankierów oraz niemieckich przemysłowców.
Żegalski był liderem nieistniejącej już Grupy Trzech/„Tercetu Nadetego”. Grupa składała się z Żegalskiego, Janusza Szpyta oraz Piotra Naliwajki. Obecnie twórca mieszka zarówno w Polsce, jak i w Belgii. Uprawia malarstwo sztalugowe, plafonowe oraz fresk.

## Życie
Leszek Żegalski urodził się w 1956 w Cieszynie. Studiował grafikę i malarstwo na Akademii Sztuk Pięknych w Katowicach oraz w Krakowie. Podczas pobytu w Krakowie był jednym z manifestujących, piszących, że krakowska szkoła jest „trupem sztuki”, która nie jest w stanie dać żadnych podstaw studiującym w niej artystom.

## Przełom
Przełom w karierze Żegalskiego nastąpił w 1988, podczas wystawy Arsenał '88. Jego dzieło „Wartki Janek”, znane również pod nazwą „Wypadek motocyklisty”, przykuło uwagę Franciszka Starowieyskiego oraz Romana Opałki i spowodowało przyznanie mu nagrody Grand Prix.

## Kontrowersje
Jego dzieło „Opus Dei”, czyli Jezus siedzący na toalecie, zostało odrzucony przez cenzurę po dwóch dniach od wystawienia. W 1981 r. 22-letni artysta wyjechał do Paryża jako student. Podczas pobytu w Luwrze porozwieszał wiele swoich krajobrazów w tamtejszych toaletach. Kilka lat później umieścił jedno ze swoich dzieł obok ideału Georges’a Braque’a w muzeum Kunstmesse w Kolonii. W 1989 Żegalski uczestniczył w Art Expo w Kolonii tylko po to, żeby zasypać tłum ulotką nazywającą organizatorów mafią, a nie artystami. Obecnie twórca nie publikuje już artystycznych manifestów. Twierdzi, iż sztuka zaczyna zanikać wśród kultury masowej- staje się sztuką dla wąskiego grona odbiorców. Jednak mimo to obrazy malarza znajdują się m.in. w zbiorach sztuki niemieckich i szwajcarskich kolekcjonerów.

## Wystawy
2013
- Kwiecień – Częstochowa, Stara Konduktorownia przy Dworcu

2012
- Kwiecień – Wystawa w Domu Kultury w Katowicach – Polesie
- Luty – Wystawa w Domu Kultury w Katowicach – Polesie

2011
- listopad – wystawa indywidualna Galeria Sztuki Five Katowice
- listopad – wystawa poplenerowa Mikołów 2011
- październik – udział w wystawie Abakanowicz i grupa Apellesa Milenium Hall Rzeszów
- sierpień – wystawa poplenerowa Kamion 2010 Konduktorownia Częstochowa
- lipiec – wystawa pt. „Malarstwo. Leszek Żegalski” Dom Kultury Mikołów
- Luty – Wystawa w Teatrze Śląskim im. Stanisława Wyspiańskiego w Katowicach.

2010
- Wystawa Zzbiorowa Galeria Pryzmat – Kraków
- Galeria Mito Warszawa (Żegalski – Szpyt)

2009
- Galeria Beskidzka, wystawa w Filharmonii Bałtyckiej, Gdańsk
- Galeria Tamka, Centrum Olimpijskie, Warszawa
- Wystawa poplenerowa, Kołobrzeg
- Czar Kobiet, Sopocki Dom Aukcyjny
- Wystawa poplenerowa, Galeria Beskidzka, Szczyrk
- Wystawa poplenerowa Mikołów
- Wystawa poplenerowa, Beuningen, Holandia

2008
- Wystawa Maestro Żegalski, Lasak, Lubaszka, Sierko „4xAnioł”, Galeria Tamka, Warszawa
- Wystawa wspólna z M. Bacą, Ta Galeria, Kraków
- Wystawa poplenerowa, Galeria Beskidzka, Szczyrk
- Galeria Beskidzka, Szczyrk
- Wystawa Jurorów, Festiwal Malarstwa, Szczecin
- Wystawa poplenerowa, Barwy Oliwy Bursztynowa II, Gdańsk – Oliwa
- Wystawa poplenerowa, Pokrzywna 2008
- Wystawa poplenerowa, Mikołów
- Wystawa” Arsenał’88, po dwudziestu latach”

2007
- Galeria „Na Solnym”, Wrocław
- BWA Kalisz
- Galeria Sztuki Współczesnej, Włocławek
- Galeria Sztuki Współczesnej, Leszno
- Wystawa wspólna z Januszem Szpytem „Czy malarstwo jest nam jeszcze potrzebne?”, galeria Tamka, Warszawa
- Wystawa wspólna z D. Pieluchą i D. Milińskim „Nie z tego świata”, galeria Mito, Warszawa

2006
- Wałbrzyska Galeria Sztuki BWA, Zamek Książ
- Wystawa poplenerowa, Mikołów
- Impresje Mikołowskie, Holandia
- Impresje Mikołowskie, Słowacja
- Galeria WB, Szczecin

2005
- Miejskie BWA, Nowy Sącz
- Miejska Galeria Sztuki, Olkusz
- Miejska Galeria Sztuki, Krynica
- Galeria Exit Art., Kolonia
- Wystawa poplenerowa, Mikołów

2004
- Wystawa w ST. Geneview de Bois, Francja
- Galeria ZPAP „Pryzmat”, Kraków
- Galeria Zofii Weiss- Nowina Konopki, Kraków
- Wystawa poplenerowa, Mikołów

2003
- BWA Ostrów Świętokrzyski
- Galeria Katarzyny Napiórkowskiej, CFI Warszawa
- Miejska Galeria sztuki, Chorzów
- Stadtgalerie Beuningen, Holandia
- Wystawa poplenerowa, Mikołów

2002
- Galeria Exit Art., Kolonia
- Wystawa poplenerowa, Mikołów
- D. K. Mikołów
- Pejzaż- Muzeum Ustroń

2001
- Stadtgalerie Beuningen, Holandia
- 3 Ausstellung des Kuenstlerssonderbundes, Berlin-Wilmersdorf
- La Terazza, Monachium
- Galeria Sztuki, Mikołów
- Miejska Galeria Sztuki, Częstochowa
- Galeria SD, Warszawa
- Art. Galery 1722, Amsterdam
- Galeria Kiefer, Essen
- Galeria Sztuki, Limbourg, Belgia
- Wystawa poplenerowa, Beuningen, Holandia
- Wystawa pracowni prof. J. Dudy Gracza, Muzeum Śląskie, Katowice

2000
- Impresje Mikołowskie, Muzeum Śląskie, Katowice
- 9 Impresje Mikołowskie, Muzeum w Gliwicach**Ogólnopolska Wystawa Poplenerowa – Łagów 99, Muzeum Ziemi Lubuskiej,
- Zielona Góra
- Muzeum Śląskie, Katowice
- Galeria Miejska, Mikołów
- Galeria Adi Art., Łódź
- Big Apple Galery, Birmingham, Wielka Brytania
- Galeria Sztuki CFI, Warszawa
- Wystawa poplenerowa, Beuningen, Holandia
- Galeria Katarzyny Napiórkowskiej- CFI, „Ponadczasowi- Duda Gracz- Zegalski”, Warszawa
- Galeria Adi Art., wystawa portretu Romana Polańskiego, Łódź
- Galeria Kiefer, Essen

1999
- Galeria Katarzyny Napiórkowskiej, Warszawa
- BWA Olsztyn
- Galeria Art., Londyn
- BWA Opole
- Galeria Exit Art., Kolonia
- Galeria “Kierat”, Szczecin
- BWA Zielona Góra
- Towarzystwo Przyjaciół Sztuk Pięknych, Kraków, wystawa płatna połowiczna

1998
- Wystawa poplenerowa, Mikołów
- Wystawa poplenerowa, Beuningen, Holandia

1997
- Galeria Irene Sagan, Essen
- Galeria Exit Art, Kolonia
- Teatr „Milowitsch”, Kolonia
- Wystawa „Polska Sztuka Współczesna”, Iserlohner Parktheater, Iserlohn, Niemcy
- Galeria Exit Art., Kolonia
- Wystawa poplenerowa, Mikołów

1996
- “Kraft der Bilder”, Kuenstlersonderbund in Deutschland, Berlin
- Kunst gegen Gewalt”, Weilerswist, Niemcy
- Galeria Senczek, Saskatoon Sask, Kanada

1995
- KHG Wueppertal
- Galeria Lonty- Petry, Częstochowa
- “Ausstellung zum Thema Fremdenhass”, Bad Muenstereifel, Niemcy
- Kuenstlersonderbund in Deutschland, aukcja, Berlin
- Kunsthaus, Berlin- Kreutzberg
- Wystawa poplenerowa, Mikołów

1994
- „Kunst gegen Gewalt”, Bad Muenstereifel, Niemcy

1993
- “Kuenstler gegen Gewalt”, Euskirchen, Niemcy
- Realismus Triennale, Berlin
- Premiere Musik Club, Kolonia
- Galeria Kunstkabinett, Reichshoff, Niemcy

1992
- “Kunst im Hafen”, Kolonia
- Wettbewerb Kronach
- Galeria Exit Art., Kolonia
- Heckhof Museum, Kolonia
- KHG Wuerzburg
- Gate Art. Gallery, Karlsruhe

1991
- Galerie d’Escalier Kurne
- Happening na ulicach miasta Euskirchen
- Happening przed dworcem w Kolonii
- Iserlohn Theater, Iserlohn, Niemcy
- Ars Polona, Duesseldorf
- Cleveland Museum, USA
- Everson Museum, Syracuse, USA
- Buffalo Museum, USA
- Akademy of Art, New York
- “Jenues Artistes Polonais”, Amay Jehay Musee Comunal d’Amay, Belgia

1990
- The New York Akademy of Art
- Jeunes Artistes Polonais, Villecrose, Francja
- “BIAF 1990”, Barcelona
- 12 Figuration Critique, Grand Palais, Paryż
- Galeria Bi- Pis, Kolonia
- Galeria Kunstkabinett, Kolonia
- „Christusbilder polnischen Dadaisten”, Thomas Morus Akademie, Bensberg
- Wystawa w ambasadzie PRL, Kolonia
- Wystawa w Starym Ratuszu, Euskirchen, Niemcy
- BWA Elbląg
- Galeria Dworcowa, Katowice
- Art. Venture, Kolonia
- Happening podczas Kunstmesse, Kolonia
- Literaturhaus” Jałta”, Frankfurt

1989
- Wystawa uliczna, ekspozycja obrazów na jeżdżących tramwajach, Katowice
- Muzeum Diecezjalne, Katowice
- BCI Bonn
- Galeria L’art., Lyon
- Galeria ZPAMiG, Katowice
- Wystawa w więzieniu, Gliwice (areszt śledczy)
- Galeria Sztuki Polskiej, Warszawa
- Krany Dominikańskie, Kraków
- BWA Tychy
- Wystawa podwórzowa, Chorzów Batory
- Ludwig Muzeum, Kolonia- wystawienie jednego obrazu
- Red & White, Amsterdam
- 11 Figuration Critique, Grand Palais, Paryż
- “Krytycy o nas”, Sopot
- Red & White, Warszawa
- Salon Sztuki, Przemyśl

1988
- Salon Sztuki Kraków
- Stara Kordegarda, Warszawa (ogłoszenie drugiego manifestu)
- Galeria Brama, Warszawa
- Galeria ZPAMiG, Katowice
- Desa, Kraków
- Arsenał 1988, Grand Prix
- BWA Poznań, Arsenał 1988
- Galeria” Pod pisuarem”, Chorzów
- Maneż, Moskwa, Arsenał 1988
- 10 Figuration Critique, Grand Palais, Paryż
- Salon Independants, Paryż
- Konkurs im. Jana Spychalskiego, Poznań

1987
- BWA Wrocław
- 9 Figuration Critique, Grand Palais, Paryż
- Salon de Bouffemont, Voldoise

1986
- F. Neumann Stiftung, Koenigswinter
- BWA Rzeszów
- BWA Białystok
- Salon d’ Hivier, Paryż
- Konkurs im. Jana Spychalskiego, Poznań
- 8 Figuration Critique, Grand Palais, Paryż
- Interart Poznań

1985
- Galeria AB Katowice
- Galeria TF Wrocław
- Galeria Sztuki Kraków (ogłoszenie pierwszego manifestu)
- Galeria CK Cieszyn
- BWA Bielsko- Biała
- 12 Festiwal Malarstwa Współczesnego, Szczecin
- Dyplom ASP 1984, Kraków
- Konkurs im. Jana Spychalskiego, Poznań
- Salon Zimowy, Radom
- Wystawa „Sztuka z Krakowa”, Kolonia

1984
- ZDK Kużnik Ustroń
- KMPiK Siemianowice
- Wystawa w kościele Św. Jadwigi, Chorzów

1983
- Muzeum Historii Katowic[6]